# Torneo Rio-San Paolo 2000
Il Torneo Rio-San Paolo 2000 (ufficialmente in portoghese Torneio Rio-São Paulo 2000) è stato la 23ª edizione del Torneo Rio-San Paolo.

## Formula
Primo turno: le 8 squadre partecipanti vengono divise in due gironi da 4, entrambi composti da due squadre dello stato di Rio de Janeiro e due squadre dello stato di San Paolo. Ogni squadra affronta in partite di andata e ritorno le altre 3 componenti del proprio girone. Accedono alla fase ad eliminazione diretta le prime 2 classificate di ogni girone.
Fase finale: semifinali e finale, ad eliminazione diretta, si disputano con gare di andata e ritorno. Il vincitore del torneo ottiene anche il diritto di partecipare alla Copa dos Campeões 2000.

## Partecipanti
| Squadra       | Città          | Stato          |
| ------------- | -------------- | -------------- |
| Botafogo      | Rio de Janeiro | Rio de Janeiro |
| Corinthians   | San Paolo      | San Paolo      |
| Flamengo      | Rio de Janeiro | Rio de Janeiro |
| Fluminense    | Rio de Janeiro | Rio de Janeiro |
| Palmeiras     | San Paolo      | San Paolo      |
| San Paolo     | San Paolo      | San Paolo      |
| Santos        | Santos         | San Paolo      |
| Vasco da Gama | Rio de Janeiro | Rio de Janeiro |

## Primo turno

### Risultati
| 1ª giornata          | 1ª giornata          | 1ª giornata          | 1ª giornata          | 1ª giornata          |
| 22 e 23 gennaio 2000 | 22 e 23 gennaio 2000 | 22 e 23 gennaio 2000 | 22 e 23 gennaio 2000 | 22 e 23 gennaio 2000 |
| Gruppo A             | Gruppo A             | Gruppo A             | Gruppo A             | Gruppo A             |
| -------------------- | -------------------- | -------------------- | -------------------- | -------------------- |
| 22 gen.              | Santos               | -                    | Botafogo             | 0-3                  |
| 23 gen.              | Flamengo             | -                    | San Paolo            | 1-2                  |
| Gruppo B             |                      |                      |                      |                      |
| 23 gen.              | Corinthians          | -                    | Fluminense           | 0-1                  |
| 23 gen.              | Vasco da Gama        | -                    | Palmeiras            | 3-3                  |

| 2ª giornata          | 2ª giornata          | 2ª giornata          | 2ª giornata          | 2ª giornata          |
| 26 e 27 gennaio 2000 | 26 e 27 gennaio 2000 | 26 e 27 gennaio 2000 | 26 e 27 gennaio 2000 | 26 e 27 gennaio 2000 |
| Gruppo A             | Gruppo A             | Gruppo A             | Gruppo A             | Gruppo A             |
| -------------------- | -------------------- | -------------------- | -------------------- | -------------------- |
| 26 gen.              | Flamengo             | -                    | Botafogo             | 1-2                  |
| 26 gen.              | San Paolo            | -                    | Santos               | 5-2                  |
| Gruppo B             |                      |                      |                      |                      |
| 27 gen.              | Corinthians          | -                    | Palmeiras            | 2-1                  |
| 27 gen.              | Fluminense           | -                    | Vasco da Gama        | 1-2                  |

| 3ª giornata          | 3ª giornata          | 3ª giornata          | 3ª giornata          | 3ª giornata          |
| 29 e 30 gennaio 2000 | 29 e 30 gennaio 2000 | 29 e 30 gennaio 2000 | 29 e 30 gennaio 2000 | 29 e 30 gennaio 2000 |
| Gruppo A             | Gruppo A             | Gruppo A             | Gruppo A             | Gruppo A             |
| -------------------- | -------------------- | -------------------- | -------------------- | -------------------- |
| 26 gen.              | Botafogo             | -                    | San Paolo            | 2-3                  |
| 26 gen.              | Santos               | -                    | Flamengo             | 1-1                  |
| Gruppo B             |                      |                      |                      |                      |
| 27 gen.              | Palmeiras            | -                    | Fluminense           | 6-2                  |
| 27 gen.              | Vasco da Gama        | -                    | Corinthians          | 1-0                  |

| 4ª giornata         | 4ª giornata         | 4ª giornata         | 4ª giornata         | 4ª giornata         |
| 2 e 5 febbraio 2000 | 2 e 5 febbraio 2000 | 2 e 5 febbraio 2000 | 2 e 5 febbraio 2000 | 2 e 5 febbraio 2000 |
| Gruppo A            | Gruppo A            | Gruppo A            | Gruppo A            | Gruppo A            |
| ------------------- | ------------------- | ------------------- | ------------------- | ------------------- |
| 2 feb.              | Botafogo            | -                   | Flamengo            | 2-2                 |
| 2 feb.              | Santos              | -                   | San Paolo           | 0-1                 |
| Gruppo B            |                     |                     |                     |                     |
| 5 feb.              | Fluminense          | -                   | Corinthians         | 0-1                 |
| 5 feb.              | Palmeiras           | -                   | Vasco da Gama       | 2-1                 |

| 5ª giornata         | 5ª giornata         | 5ª giornata         | 5ª giornata         | 5ª giornata         |
| 6 e 9 febbraio 2000 | 6 e 9 febbraio 2000 | 6 e 9 febbraio 2000 | 6 e 9 febbraio 2000 | 6 e 9 febbraio 2000 |
| Gruppo A            | Gruppo A            | Gruppo A            | Gruppo A            | Gruppo A            |
| ------------------- | ------------------- | ------------------- | ------------------- | ------------------- |
| 6 feb.              | Botafogo            | -                   | Santos              | 0-2                 |
| 6 feb.              | San Paolo           | -                   | Flamengo            | 2-5                 |
| Gruppo B            |                     |                     |                     |                     |
| 9 feb.              | Palmeiras           | -                   | Corinthians         | 3-1                 |
| 9 feb.              | Vasco da Gama       | -                   | Fluminense          | 1-0                 |

| 6ª giornata           | 6ª giornata           | 6ª giornata           | 6ª giornata           | 6ª giornata           |
| 12 e 13 febbraio 2000 | 12 e 13 febbraio 2000 | 12 e 13 febbraio 2000 | 12 e 13 febbraio 2000 | 12 e 13 febbraio 2000 |
| Gruppo A              | Gruppo A              | Gruppo A              | Gruppo A              | Gruppo A              |
| --------------------- | --------------------- | --------------------- | --------------------- | --------------------- |
| 12 feb.               | Flamengo              | -                     | Santos                | 4-1                   |
| 12 feb.               | San Paolo             | -                     | Botafogo              | 0-2                   |
| Gruppo B              |                       |                       |                       |                       |
| 13 feb.               | Corinthians           | -                     | Vasco da Gama         | 1-1                   |
| 13 feb.               | Fluminense            | -                     | Palmeiras             | 0-2                   |

### Classifica

#### Gruppo A
| Pos. | Squadra   | Pt | G | V | N | P | GF | GS | DR |
| ---- | --------- | -- | - | - | - | - | -- | -- | -- |
| 1.   | San Paolo | 12 | 6 | 4 | 0 | 2 | 13 | 12 | +1 |
| 2.   | Botafogo  | 10 | 6 | 3 | 1 | 2 | 11 | 8  | +3 |
| 3.   | Flamengo  | 8  | 6 | 2 | 2 | 2 | 14 | 10 | +4 |
| 4.   | Santos    | 4  | 6 | 1 | 1 | 4 | 6  | 14 | -8 |

#### Gruppo B
| Pos. | Squadra       | Pt | G | V | N | P | GF | GS | DR |
| ---- | ------------- | -- | - | - | - | - | -- | -- | -- |
| 1.   | Palmeiras     | 13 | 6 | 4 | 1 | 1 | 17 | 9  | +8 |
| 2.   | Vasco da Gama | 11 | 6 | 3 | 2 | 1 | 9  | 7  | +2 |
| 3.   | Corinthians   | 7  | 6 | 2 | 1 | 3 | 5  | 7  | -2 |
| 4.   | Fluminense    | 3  | 6 | 1 | 0 | 5 | 4  | 12 | -8 |

### Verdetti
- San Paolo, Botafogo, Palmeiras e Vasco da Gama ammessi alla fase finale.

## Fase finale
|  | Semifinali | Semifinali    | Semifinali | Semifinali | Semifinali |  |  | Finale        | Finale        | Finale | Finale | Finale |  |
|  |            |               |            |            |            |  |  |               |               |        |        |        |  |
|  | 1A         | San Paolo     | 0          | 1          | 1          |  |  |               |               |        |        |        |  |
|  | 2B         | Vasco da Gama | 3          | 2          | 5          |  |  | Vasco da Gama | Vasco da Gama | 1      | 0      | 1      |  |
|  | 2A         | Botafogo      | 0          | 1          | 1          |  |  | Palmeiras     | Palmeiras     | 2      | 4      | 6      |  |
|  | 1B         | Palmeiras     | 0          | 3          | 3          |  |  |               |               |        |        |        |  |

### Semifinali

#### Andata
| Rio de Janeiro 19 febbraio 2000 | Botafogo  | 0 – 0 | Palmeiras | Maracanã\| Arbitro: \| Loebeling \| |
| Arbitro:                        | Loebeling |       |           |                                     |

| Arbitro: | Cerdeira |

|  |           |                                              |
|  | Marcatori | 45’ Gilberto 59’ Dedé Panterinha 76’ Romário |

#### Ritorno
| Arbitro: | Tardelli |

|                                       |           |               |
| César Sampaio 38’ Euller 46’ Alex 69’ | Marcatori | 86’ Zé Carlos |

| Arbitro: | Corrêa |

|                 |           |             |
| Romário 8’, 86’ | Marcatori | 3’ Belletti |

### Finale

#### Andata
| Arbitro: | Fagundes |

| |            | |
| Romário 77’ | Marcatori  | 15’ César Sampaio 68’ Pena |
| · Hélton P · Jorginho D · Juninho Pernambucano C · Odvan D · Mauro Galvão D · Gilberto D · Válber C · Dedé Panterinha A · Amaral C · Alex Oliveira C · Pedrinho C · Paulo Miranda C · Viola A · Romário A | Formazioni | · P Marcos · D Rogério · D Argel · D Roque Júnior · D Júnior · C César Sampaio · C Galeano · C Alex · C Tiago Silva · C Pena · C Juliano · A Euller · A Basílio |
| Antônio Lopes | Allenatori | Luiz Felipe Scolari |

#### Ritorno
| Arbitro: | Travassos |

| |            | |
| Pena 28’ Argel 32’ Euller 34’ Arce 68’ | Marcatori  | |
| · Marcos P · Francisco Arce D · Argel D · Roque Júnior D · Júnior D · Tiago Silva C · Rogério C · Galeano C · César Sampaio C · Alex C · A Euller A · Jackson C · Pena A · Faustino Asprilla A | Formazioni | · P Hélton · D Paulo Miranda · D Maricá · D Odvan · D Mauro Galvão · D Gilberto · C Válber · C Amaral · C Alex Oliveira · C Pedrinho · C Juninho Pernambucano · A Edmundo · A Romário · A Viola |
| Luiz Felipe Scolari | Allenatori | Antônio Lopes |

- Palmeiras qualificato per la Copa dos Campeões 2000.

## Classifica marcatori
| Gol |  |  | Giocatore     | Squadra       |
| --- |  |  | ------------- | ------------- |
| 12  |  |  | Romário       | Vasco da Gama |
| 7   |  |  | Euller        | Palmeiras     |
| 5   |  |  | França        | San Paolo     |
| 4   |  |  | Alex          | Palmeiras     |
| 4   |  |  | Leandro Ávila | Flamengo      |
| 4   |  |  | Pena          | Palmeiras     |
| 4   |  |  | Zé Carlos     | Botafogo      |
| 3   |  |  | Dodô          | Santos        |
| 3   |  |  | Evair         | San Paolo     |
| 3   |  |  | Rodrigo       | Botafogo      |